# Forêts pluviales du Vanuatu
Localisation
Les forêts pluviales du Vanuatu forment une écorégion définie par le fonds mondial pour la Nature (WWF). Elle couvre l'intégralité du Vanuatu, ainsi que la province de Temotu dans les Îles Salomon. Elle appartient à l'écozone australasienne et au biome des forêts décidues humides tropicales et subtropicales. 